# Бит (денежная единица)
Бит (англ. bit — кусок) — применявшееся на островах Вест-Индии название части разрубленной серебряной монеты, позже — также название мелкой серебряной испанской монеты — реала. В 1904—1917 годах — разменная денежная единица Датской Вест-Индии, равная 1⁄500 вест-индского далера.

## История
Нехватка монет в американских колониях европейских государств вынуждала использовать в обращении все монеты, которые попадали в колонии. В связи с близостью испанских американских колоний, где в больших количествах чеканились монеты, значительную часть использовавшихся монет составляли испано-американские колониальные монеты. Из-за нехватки монет мелких номиналов крупные серебряные разрезались на части, которые и получили название «бит». Иногда на такие «обрезки» ставились надчеканки.
Примеры использования бита в обращении:
- на Доминике в 1798 году в испано-американских серебряных песо (монетах в 8 реалов) выбивалась центральная часть, на которой ставилась надчеканка «D». Центральная часть с надчеканкой приравнивалась к 11⁄2 битам, «дырявый» песо — к 11 битам[3];
- на Гренаде ок. 1787 года на частях песо, разрезанного на 11 равных кусков (битов), ставилась надчеканка «G»[4];
- на Мартинике в 1761—1764, 1765 и 1770—1772 годах в испано-американские серебряных монетах пробивалось отверстие в форме сердца. Пробитые таким образом монеты приобретали новый номинал: 1⁄2 реала — 1⁄2 бита, 1 реал — 1 бит, 2 реала — 2 бита, 4 реала — 5 битов, 8 реалов — 10 битов[5];
- на Монтсеррате в конце XVIII века на испано-американские монеты (целые или разрезанные) наносилась надчеканка «M», например: монета в 2 реала разрезалась на 4 части, каждая из которых была равна 1⁄2 бита; целая монета в 2 реала с надчеканкой была равна 2 битам; монета в 8 реалов разрезалась на 4 части, каждая из которых была равна 2 битам, и т. п.[6].

Стоимость бита не была постоянной и, в зависимости от времени и места, она могла составлять от 71⁄2 до 9 британских пенсов.

## Бит Датской Вест-Индии
До 1904 года вест-индский далер, введённый в 1894 году в качестве денежной единицы Датской Вест-Индии, делился на 100 центов. В 1904 году денежная система была изменена: далер = 5 франков = 100 центов = 500 битов. Чеканка монет в битах была начата в 1905 году, номинал на монетах был указан в двух единицах — центах и битах. Выпускались почтовые марки с номиналом в битах.
В 1917 году Дания продала свои владения в Вест-Индии Соединённым Штатам Америки. Далер был заменён на доллар США.

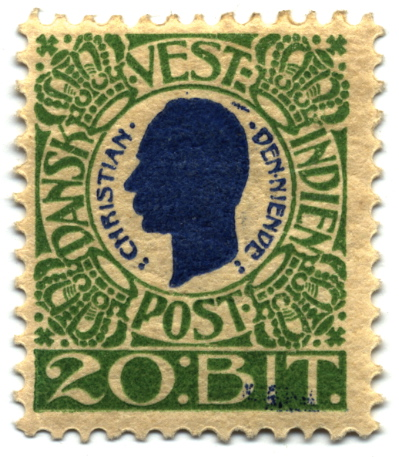
Почтовая марка Датской Вест-Индии, 20 битов

| Изображение | Номинал               | Металл      | Диаметр, мм | Толщина, мм | Масса, г | Гурт | Период чеканки | Тираж                  |
| ----------- | --------------------- | ----------- | ----------- | ----------- | -------- | ---- | -------------- | ---------------------- |
|             | 1⁄2 цента — 21⁄2 бита | Бронза      |             |             |          |      | 1905           | 190 000                |
|             | 1 цент — 5 битов      | Бронза      | 23          |             |          |      | 1905           | 500 000                |
|             | 1 цент — 5 битов      | Бронза      |             |             |          |      | 1913           | 200 000                |
|             | 2 цента — 10 битов    | Бронза      |             |             |          |      | 1905           | 150 000 Prooflike — 20 |
|             | 5 центов — 25 битов   | Никель      | 21          |             | 4        |      | 1905           | 199 000 Prooflike — 20 |
|             | 10 центов — 50 битов  | Серебро 800 |             |             | 2,5      |      | 1905           | 175 000 Prooflike — 20 |

## Бит в США, Канаде и Великобритании
Значительную часть монет, использовавшихся в обращении в северо-американских колониях Великобритании, составляли иностранные монеты, в том числе испанские колониальные монеты, чеканившиеся в Мексике. Монета в 1 реал называлась в британских колониях «бит», монета в 8 реалов (песо) — «мексиканский доллар» или «8 битов». В 1785 году денежной единицей Соединённых Штатов Америки был объявлен доллар США, равный мексиканскому доллару. Новые американские монеты неофициально продолжали считаться в «битах»: четверть доллара — 2 бита, полдоллара — 4 бита, один доллар — 8 битов. Монеты, соответствующие одному биту (121⁄2 центов) в США никогда не выпускались, в обращении до 1857 года в качестве монеты в 1 бит продолжали использоваться испанские и мексиканские монеты в 1 реал. Мексиканский песо и другие иностранные золотые и серебряные монеты утратили силу законного платёжного средства в США в 1857 году.
Современные монеты в полдоллара и один доллар в обращении используются довольно редко. Разговорное название «2 бита» по отношению к монете в четверть доллара используется до сих пор. Слово bit присутствует также в разговорных названиях суммы в 10 центов (которой соответствует монета в один дайм) — short bit, и суммы в 15 центов (монеты такого номинала в США не выпускаются) — long bit.
В Канаде разговорное название «2 бита» носит канадская монета в 25 центов. В Великобритании слово bit употреблялось как синоним понятия разменная монета. Например, монета в три пенса называлась a threepenny bit.